# 2380 Heilongjiang
2380 Heilongjiang este un asteroid din centura principală, descoperit pe 18 septembrie 1965 de Observatorul Zijinshan.